# ヴィセンス・アライ・フェレール
ヴィセンス・アライ・フェレール（Vicenç Alay Ferrer, 1954年6月4日 - ）は、アンドラの政治家。社会民主党所属の大評議会議員。
2009年6月から2011年まで、ジャウマ・バルトメウ内閣のもとで国土計画・環境農業大臣を務めた。